# Zhamog

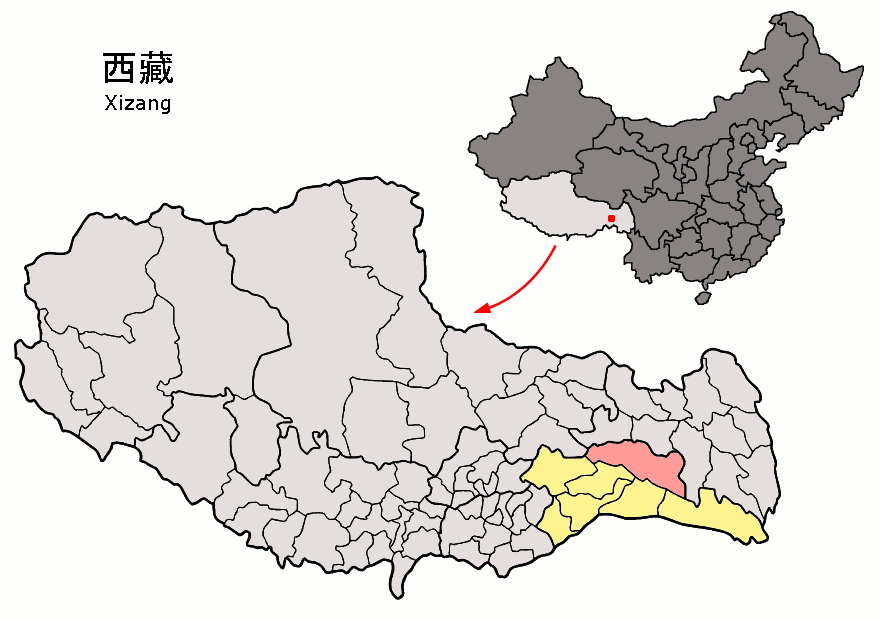
Lage des Kreises Bomê (rosa) – zu dem Zhamog gehört – in der bezirksfreien Stadt Nyingchi (gelb)

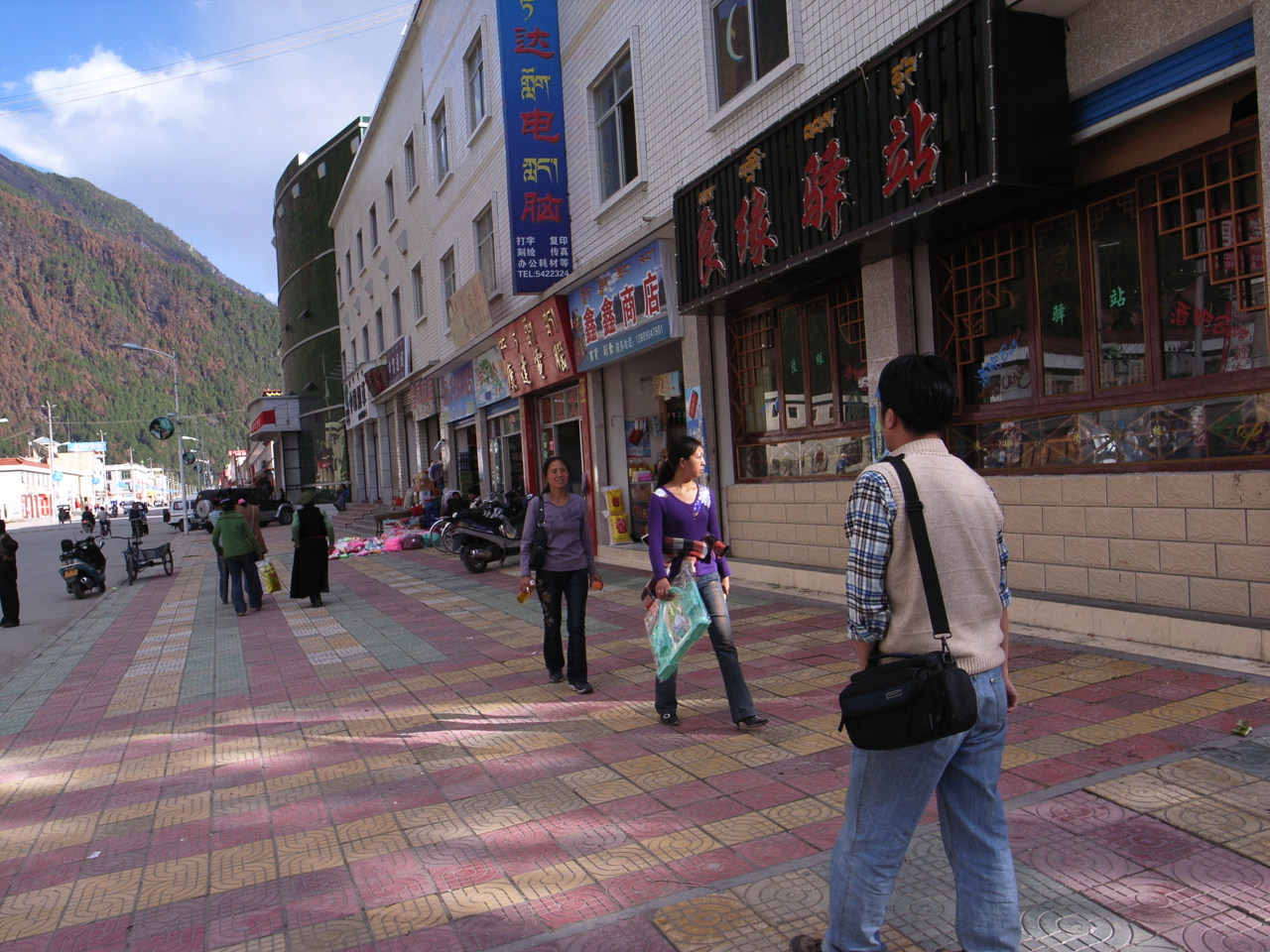
Straße in Zhamog

Zhamog (tibetisch སྤྲ་རྨོག Wylie spra rmog, Tramog oder Zhamo, chinesisch 扎木镇, Pinyin Zhāmù Zhèn) ist eine Großgemeinde und Hauptort des Kreises Bomê, gelegen im Autonomen Gebiet Tibet der Volksrepublik China. Die Fläche beträgt 1.019 Quadratkilometer und die Einwohnerzahl 9.050 (Stand: Zensus 2010). 2000 zählte Zhamog 6.651 Einwohner.